# ТТС (футбольный клуб)
ТТС Тре́нчин (словац. TTS Trenčín) — бывший словацкий футбольный клуб из города Тренчин.

## История
«Тренчин» впервые вошёл в число лучших клубов Словакии во время Второй мировой войны, когда словацкие и чешские соревнования были разделены. После этого команда выбыла из числа сильнейших. В шестидесятых клуб возвращается в высший дивизион под новым названием «Единство Тренчин» (словац. Jednota Trenčín). В 1963 клуб достиг наивысшего достижения в дивизионе сильнейших — он стал вторым после пражской «Дуклы». В 1966 и 1968 команда участвовала в Кубке Митропы. В 1972 клуб вылетел в низший дивизион.
После трёх сезонов «Единство Тренчин» вернулся в класс сильнейших и играл в высшем дивизионе до 1980 года. После очередного вылета команда больше никогда не смогла вернуться и даже вылетела в третий дивизион в 1981 году. Несмотря на это, клуб сразу же вернулся во второй дивизион и сменил название обратно на ТТС. В 1985 ТТС вылетел в третий дивизион и не сумел вернуться обратно. Последний объединённый чехословацкий турнир команда закончила на одно место выше, чем новообразованная команда «Озета Дукла» (словац. Ozeta Dukla Trenčin). Позже оба клуба объединились.

## Участие в еврокубках
- 1/2 = полуфинал

| Сезон | Турнир        | Раунд | Страна                     | Клуб                 | Счёт     |
| ----- | ------------- | ----- | -------------------------- | -------------------- | -------- |
| 1966  | Кубок Митропы | 1Р    | Флаг Австрии               | Адмира Ваккер        | 1:2, 4:0 |
|       |               | 2Р    | Флаг Югославии (1945—1991) | Црвена звезда        | 3:1, 1:0 |
|       |               | 1/2   | Флаг Австрии               | Винер Шпорт-Клуб     | 4:2      |
|       |               | Ф     | Флаг Италии (1946—2003)    | Фиорентина           | 0:1      |
| 1968  | Кубок Митропы | 1Р    | Флаг Югославии (1945—1991) | Железничар (Сараево) | 0:0, 0:1 |

## Достижения
- Серебряный призёр Чемпионата Чехословакии: 1963
- Финалист Кубка Чехословакии: 1978
- Обладатель Кубка Словакии: 1978
- Финалист Кубка Митропы: 1966